# Rîșcani (arrondissement)
Rîșcani is een arrondissement van Moldavië. De zetel van het arrondissement is Rîșcani. Het arrondissement ligt in het westen van Moldavië.
De 28 gemeenten, incl. deelgemeenten (localitățile), van Rîșcani:
- Alexăndrești, incl. Cucuieții Noi, Cucuieții Vechi en Ivănești
- Aluniș
- Borosenii Noi
- Braniște, incl. Avrămeni, Reteni en Reteni-Vasileuți
- Corlăteni
- Costești, met de titel orașul (stad), incl. Dămășcani, Duruitoarea, Păscăuți en Proscureni
- Duruitoarea Nouă, incl. Dumeni
- Gălășeni, incl. Mălăiești
- Grinăuți, incl. Ciobanovca
- Hiliuți
- Horodiște
- Malinovscoe, incl. Lupăria
- Mihăileni
- Nihoreni
- Petrușeni
- Pîrjota
- Pociumbăuți
- Pociumbeni, incl. Druța
- Răcăria, incl. Ușurei
- Recea, incl. Slobozia-Recea en Sverdiac
- Rîșcani, met de titel orașul (stad), incl. Balanul Nou en Rămăzan
- Șaptebani
- Singureni
- Sturzeni
- Șumna, incl. Bulhac en Cepăria
- Văratic
- Vasileuți, incl. Armanca, Ciubara, Mihăilenii Noi, Moșeni en Știubeieni
- Zăicani;